# Noguer
Una noguera, noguer o anouer (Val., Alta Segarra) és un gènere de plantes amb flor de la família Juglandaceae. Són arbres caducifolis de fruits en drupa força apreciats. La paraula Juglans prové del llatí Jupiter glans, "gla de Júpiter". L'única espècie que prolifera de manera natural als Països Catalans és el noguer (Juglans regia). D'altres es troben del Japó fins al Canadà i a l'extrem meridional de l'Amèrica del Sud.
Un lloc on abunden els noguers és una noguereda o un noguerar. El fruit n'és la nou o noga (rossellonès).

## Taxonomia
- Juglans ailantifolia Carrière,[5]
- Juglans australis Griseb.,[6][7][8]
- Juglans boliviana (C. DC.) Dode,[9][10][11]
- Juglans californica S. Watson,[12][13][14]
- Juglans cinerea L.[15][16][17]
- Juglans guatemalensis W. E. Manning,[18]
- Juglans hindsii Jeps. ex R. E. Sm.,[19]
- Juglans hirsuta W. E. Manning,[20]
- Juglans hopeiensis Hu,[21]
- Juglans jamaicensis C. DC.,[22][23][24]
- Juglans major (Torr.) A. Heller,[25]
- Juglans mandshurica Maxim.,[26]
- Juglans microcarpa Berland.,[27]
- Juglans mollis Engelm.,[28]
- Juglans neotropica Diels,[29][30][31]
- Juglans nigra L.,[32][33][34][35]
- Juglans olanchana Standl. & L. O. Williams[36]
- Juglans pyriformis Liebm.,[37][38]
- Juglans regia L., noguer comú o noguer reial[39][40][41][42][43][44][45]
- Juglans sigillata Dode,[46]
- Juglans soratensis W. E. Manning[47]

| Tàxons                                                      | sinònims (i subtàxons inclosos) | nom català | Distribució (WGSRPD) | Forma vital (F.v.); alçària (h) |
| ----------------------------------------------------------- | --- | --- | --- | ------------------------------- |
| Juglans _L.                                                 | (fam. Juglandaceae) | noguera [pr], noguer [pr], anouer, anouera, nouer, nouera [flos]: moc [amnt ♂] [frut]: nou, anou, pelló (coberta verda) [lign]: noguera | |                                 |
| Juglans regia L.                                            | Juglans duclouxiana Dode, Juglans fallax Dode, (NTAX): Juglans hispanica D.Rivera, Obón, Verde, F.Méndez & S.Ríos, Juglans regia var. orientis (Dode) Kitam., Juglans regia var. sinensis C.DC., Juglans sinensis (C.DC.) Dode | noguera comuna [pr], noguera [pr], noguera europea [pr], noguera vera, noguer, noguer comú, nouer, nouera, anouer, anouera              | cn10 Eur-N, 11 Eur-C, cn11 Eur-C, 13 Eur-SE, cn13 Eur-SE, cn12 Eur-SW (Fra, ICor, ISar, And, PCat, PVal, IBal, Esp, Por), cn14 Eur-E, c20 Afr-N, n21 Macar, 32 As-C, 33 Cauc, 34 As-W, 36 Xina, 36 Tib, c38 As-E, 40 SubcInd, n50 Aus, n51 NZel, c-7 AmN, c-8 AmS, natz [..., cult, | Phan; 10-35 m                   |
| Juglans sigillata Dode                                      | ~Juglans regia | noguera sigil·lada [pr], noguera de ferro, noguera de Yunnan                                                                            | 36 Xina, c36 Xina, 36 Tib, 40 SubcInd, | Phan; 25 m                      |
| Juglans intermedia, Juglans ×intermedia Jacques             | Juglans nigra × J. regia | noguera intermèdia, noguera híbrida | c1 Eur, | Phan; 30 m                      |
| Juglans cinerea L.                                          | | noguera cendrosa [pr], noguera blanca, noguera cendrosa americana                                                                       | c10 Eur-N, c11 Eur-C, c13 Eur-SE, c14 Eur-E, 72 Can-E, 74 EUA-CN, 75 EUA-NE, 78 EUA-SE, cult, cult-orn, | Phan; 20(35) m                  |
| Juglans nigra L.                                            | | noguera negra [pr], noguera americana 1, noguera negra americana                                                                        | 10 Eur-N, c11 Eur-C, cn12 Eur-SW (Fra, Esp), c13 Eur-SE, c14 Eur-E,72 Can-E, 74 EUA-CN, 75 EUA-NE, 77 EUA-CS, 78 EUA-SE, cult, cult-orn | Phan; 25(50) m                  |
| Juglans californica S. Watson                               | | noguera de Califòrnia [pr], noguera del sud de Califòrnia, noguera negra de Califòrnia                                                  | 76 EUA-SW, | Phan; 6-9(17) m                 |
| Juglans hindsii Jeps. ex R.E.Sm.                            | Juglans californica var. hindsii Jeps. | noguera de Hinds [pr], noguera del nord de Califòrnia                                                                                   | 76 EUA-SW, cult, cult-orn, | Phan; 9-23 m                    |
| Juglans hirsuta W.E.Manning                                 | | noguera de Nuevo Leon | 79 Mex-N, | Phan;                           |
| Juglans microcarpa Berland.                                 | Juglans rupestris Engelm. ex Torr., Juglans nana Engelm. | noguera de Texas [pr], noguera petita                                                                                                   | 74 EUA-CN, 77 EUA-CS, 79 Mex-N, cult-10 Eur-N, | Phan; 3-10 m                    |
| Juglans major (Torr.) A.Heller                              | Juglans arizonica Dode, Juglans elaopyren Dode, Juglans microcarpa var. major (Torr.) L.D.Benson, Juglans neomexicana Dode, Juglans torreyi Dode                                                                               | noguera d'Arizona | 74 EUA-CN, 76 EUA-SW, 77 EUA-CS, 79 Mex-N, 79 Mex-S, | Phan; 5-18 m                    |
| Juglans mollis Engelm.                                      | Juglans mexicana S.Watson | noguera de Mèxic | 79 Mex-N, 79 Mex-S, | Phan; 15 m                      |
| Juglans paradox, Juglans ×paradox Burbank                   | Juglans hindsii ♀ × J. regia ♂ | noguera paradox, noguera híbrida de Burbank                                                                                             | cult, | Phan;                           |
| Juglans neotropica Diels                                    | Juglans columbiensis Dode, Juglans equatoriensis Linden, Juglans granatensis Linden, Juglans honorei Dode | noguera dels Andes [pr], noguera del Perú [pr], noguera de Colòmbia (J. columbiensis), noguera tropical                                 | c-51 NZel, 82 AmSud-N, 83 AmSud-W, c-83 AmSud-W, cult, cult-orn, | Phan; 15-30 m                   |
| Juglans australis Griseb.                                   | Juglans brasiliensis Dode | noguera de l'Argentina | 83 AmSud-W, 85 AmSud-S, cult, cult-orn, | Phan; 15-25(30) m               |
| Juglans jamaicensis C.DC.                                   | Juglans domingensis Dode, Juglans insularis Griseb., Juglans portoricensis Dode | noguera de les Antilles [pr], noguera de Cuba                                                                                           | 81 Carib, | Phan; 12-25 m                   |
| Juglans olanchana Standl. & L.O.Williams                    | Juglans guatemalensis W.E.Manning | noguera d'Olancho [pr], noguera de Guatemala (J. guatemalensis)                                                                         | 79 Mex-S, 80 Am-C, c-80 Am-C, | Phan; 30-40 m                   |
| Juglans pyriformis Liebm.                                   | | noguera piriforme | 79 Mex-S, | Phan; 10-25 m                   |
| Juglans boliviana (C.DC.) Dode                              | | noguera de Bolívia | 83 AmSud-W, c85 AmSud-S, | Phan; 20-35 m                   |
| Juglans soratensis W.E.Manning                              | | noguera de Sorata | 83 AmSud-W, cult, | Phan; 12 m                      |
| Juglans steyermarkii W.E.Manning                            | | noguera de Steyermark | 80 Am-C, | Phan; 17 m                      |
| Juglans venezuelensis W.E.Manning                           | | noguera de Veneçuela | 82 AmSud-N, | Phan; 30 m                      |
| Juglans ailantifolia Carrière                               | Juglans sachalinensis Komatzu, Juglans sieboldiana Maxim., nom. illeg. | noguera del Japó [pr], noguera de Siebold                                                                                               | c14 Eur-E, 31 ExtOrRus, 38 As-E, c38 As-E, c-AmN, | Phan; 15-25 m                   |
| Juglans ailantifolia var. cordiformis (Makino) Rehder       | Juglans cordiformis Maxim., nom. illeg., Juglans coarctata Dode, Juglans lavalleei Dode, Juglans sieboldiana var. cordiformis Makino, Juglans subcordiformis Dode                                                              | noguera cordiforme | cult, | Phan; 15-20 m                   |
| Juglans mandshurica Maxim.                                  | Juglans collapsa Dode, Juglans draconis Dode, Juglans stenocarpa Maxim | noguera de Manxúria | c14 Eur-E, 36 Xina, 38 As-E, cult, cult-orn, | Phan; 30 m                      |
| Juglans cathayensis Dode                                    | Juglans cathayensis var. formosana (Hayata) A.M.Lu & R.H.Chang, Juglans formosana Hayata; [< Juglans mandshurica Maxim. s.l.]                                                                                                  | noguera de la Xina, noguera de Catai | 36 Xina, 38 As-E, | Phan; 25 m                      |
| Juglans hopeiensis, Juglans ×hopeiensis Hu                  | Juglans mandshurica × J. regia | noguera de Hebei | 36 Xina, | Phan;                           |
| Juglans bixbyi, Juglans ×bixbyi Rehder                      | Juglans ailantifolia × J. cinerea | noguera de Bixby | cult. | Phan; 20 m                      |
| Juglans notha, Juglans ×notha Rehd.                         | Juglans ailantifolia × J. regia | | cult, | Phan;                           |
| Juglans quadrangulata, Juglans ×quadrangulata (Carr.) Rehd. | Juglans cinerea × J. regia | noguera quadrangular | | Phan;                           |
| Juglans royal, Juglans ×royal Burbank                       | Juglans hindsii × J. nigra | noguera 'royal' | | Phan;                           |

Distribució WGSRPD = World Geographical Scheme for Recording Plant Distributions - Sistema geogràfic mundial per al registre de la distribució de les plantes. Mapa: Fig.1 "Molecular phylogeny of Juglans (Juglandaceae): a biogeographic perspective"
n, natz = naturalitzada, subespontània; a, adventícia; c, cult = cultivada; cult-orn = cultivada ornamental; [... = introduïda (sense especificar);
Forma vital (F.v.; g = alçària de les gemmes persistents) Forma vital de Raunkiær, Flora dels Països Catalans, ...}.
F.v.: Phan = Phanerophyta (faneròfits; g > 2-3 m);  Nphan = Nanophanerophyta (nanofaneròfits; 2-3 > g > 0,2-0,5 m);
Alçària (h): alçària total de l'arbre o de la planta (m)
[pr]: nom preferent;  [flos]: flor;  [amnt]: ament;  [frut]: fruit;  [semn]: llavor;  [cupl]: cúpula, involucre; [lign]: fusta
[silv]: salvatge, silvestre;  [cult-frut], [prod-frut]: cultivada /producció de fruit;  [cult-orn] = cultivada ornamental

## Híbrids
L'aprofitament comercial de la fusta i els fruits ha determinat l’aparició de nombrosos híbrids.
- J. × bixbyi Rehd. — J. ailantifolia x J. cinerea
- J. × intermedia Carr. — J. nigra x J. regia
- J. × notha Rehd. — J. ailantifolia x J. regia
- J. × quadrangulata (Carr.) Rehd. — J. cinerea x J. regia
- J. × sinensis (D. C.) Rehd. — J. mandschurica x J. regia
- J. × paradox Burbank — J. hindsii x J. regia
- J. × royal Burbank — J. hindsii x J. nigra